# Fort Utah
Fort Utah est un western américain réalisé par Lesley Selander et sorti en 1967.

## Synopsis
Un homme solitaire parcourt l'ouest américain. Il apprend que les indiens sont en train de préparer une attaque pour se venger d'un certain Dajin.

## Fiche technique
- Réalisation : Lesley Selander
- Scénario : Steve Fisher, Andrew Craddock
- Producteur : A. C. Lyles (en)
- Image : Lothrop B. Worth
- Musique : Jimmie Haskell
- Distribution : Paramount Pictures
- Montage : John F. Schreyer
- Durée : 84 minutes
- Date de sortie : septembre 1967

## Distribution
- John Ireland : Tom Horn
- Virginia Mayo : Linda Lee
- Scott Brady : Dajin
- John Russell : Eli Jonas
- Robert Strauss : Ben Stokes
- Richard Arlen : Sam Tyler
- James Craig : Bo Greer
- Jim Davis : Scarecrow
- Don 'Red' Barry : Harris
- Read Morgan : Cavalry Lieutenant
- Regis Parton : Rafe
- Eric Cody : Shirt